# Sutton (Norfolk)
Sutton is een civil parish in het bestuurlijke gebied North Norfolk, in het Engelse graafschap Norfolk met 1163 inwoners.